# Коллимация

На нижнем рисунке свет коллимирован

Коллима́ция (от лат. collimo, искажение правильного лат. collineo — «направляю по прямой линии») — формирование упорядоченного потока светового или иного электромагнитного излучения в пространстве. В результате коллимации образуется коллимированный пучок излучения, который также называют параллельным пучком лучей. Он отличается от расходящегося пучка тем, что распространяется строго по прямой, не рассеиваясь в стороны и сохраняя свой диаметр. Типичным примером коллимированного пучка является лазерный луч.
В природе коллимированное излучение встречается, например, в виде света от удалённых небесных объектов. Искусственная коллимация, как правило, производится при помощи специального оптического устройства — коллиматора, состоящего из системы одной или нескольких линз или сферических зеркал.

## Описание
Коллимированный пучок — поток тонких, параллельно идущих лучей, распространяющийся в однородной среде с низкой расходимостью, то есть, таким образом, чтобы радиус пучка незначительно изменялся на всём протяжении его распространения. В случае Гауссова пучка это означает, что длина Рэлея должна быть больше, чем предполагаемое расстояние распространения пучка. 
Для оценки коллимации измеряется степень коллимированности пучка, которая равняется его радиальной расходимости {\displaystyle \theta =\Theta /2}, где {\textstyle \Theta } — угловой размер источника излучения, образованный в центре коллимирующей линзы. Идеально коллимированный пучок должен иметь нулевую степень коллимированности, его радиус должен быть строго постоянным. Такой пучок распростраяется в пространстве без рассеяния. Факт существования явления дифракции запрещает создание идеально коллимированного луча, тем самым образуя лимит коллимации, который рассчитывается по формуле
{\displaystyle \alpha ={\frac {0.61\cdot \lambda }{D}}},
где D — диаметр линзы коллиматора. Таким образом, коллиматоры с большим значением апертуры позволяют лучше коллимировать пучки лучей. Одним из источников генерации хорошо коллимированного пучка света является лазер: угол расходимости его луча может быть получен близким к минимальному пределу, определяемому дифракцией.
В оптике идеально коллимированный световой луч принимается за луч, который сфокусирован на бесконечности. Это достигается за счёт того, что волновой фронт идеально коллимированного светового луча приобретает форму плоской волны, которая теоретически не имеет завершения, заканчиваясь в бесконечности. Многие методы проверки коллимации основаны на изучении формы волнового фронта испускаемого излучения: если он имеет форму сферической волны, такое излучение считается неколлимированным.

#### Лазер

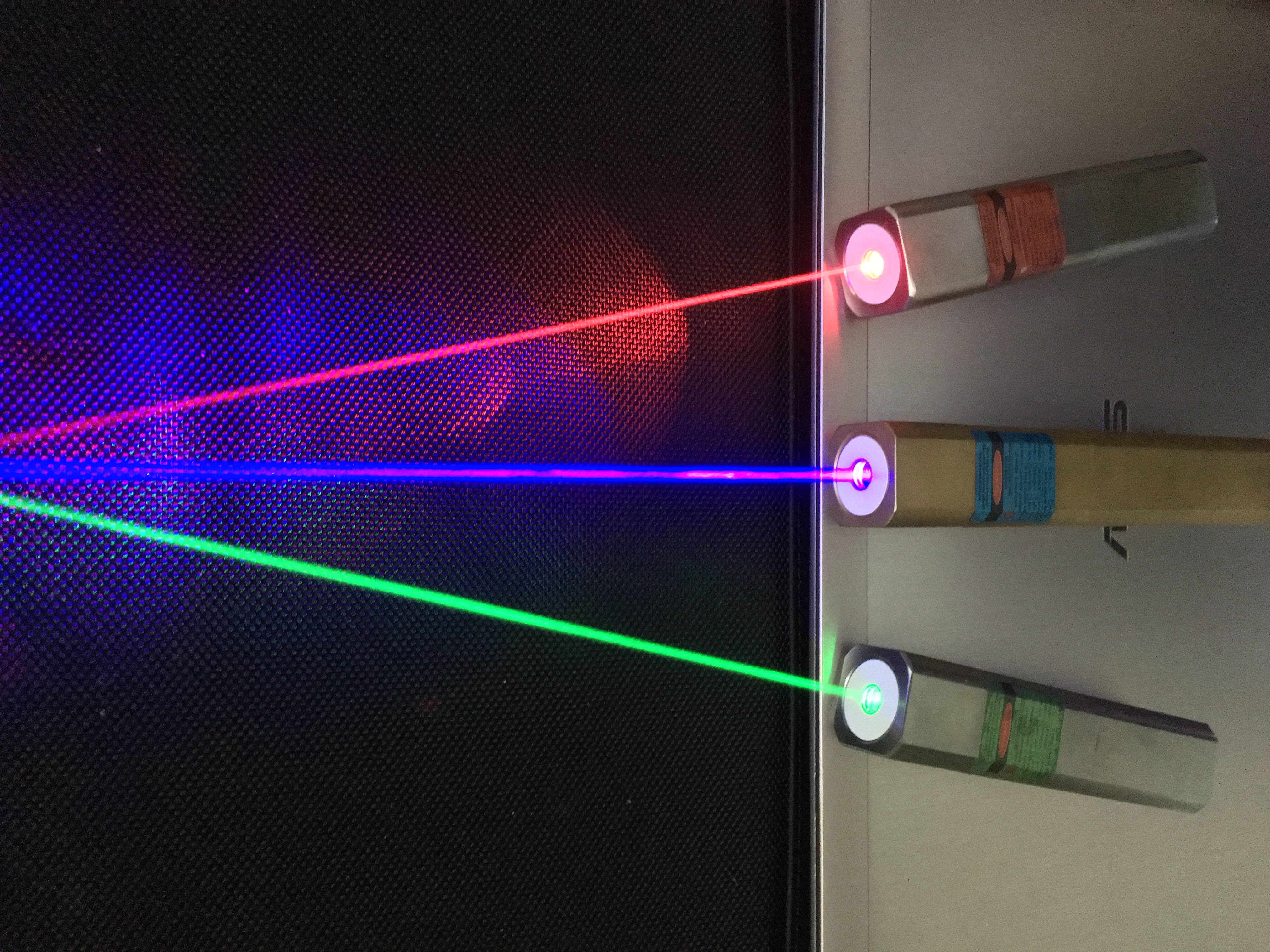
Луч от лазерной указки имеет форму параллельного пучка, а следовательно, является коллимированным

#### Оптические системы

Пример коллимирующей линзы

Параболическое зеркало создаёт коллимированный пучок лучей из точечного источника света